# 周九皐
周九臯（1556年—1587年），字翀明，一字翀鸣，號望諸，河南開封府杞縣民籍，浙江金華府永康縣人，明朝政治人物。

## 生平
萬曆十年（1582年）壬午科河南鄉試第一名，萬曆十一年聯捷第三甲第十七名進士。户部觀政，本年授真定府推官，十五年行取，本年卒。天性颖异，博综群书。为官吏治平允，狱无冤民，巡方屡荐之，乃以素性清约，积劳成疾卒官。

## 家族
曾祖周鑑；祖父周晁；父周瀅，曾任太醫院冠帶醫士。前母吳氏；前母吳氏；前母劉氏；前母鄭氏；母張氏。慈侍下。兄九成、九德。弟九逵、九經、九思。